# Castlegregory
Castlegregory (irlandais : Caislean Graighre) est un village irlandais, situé dans le comté de Kerry. Lors du recensement de 2006, il y avait 205 habitants.